# Campione d’Italia

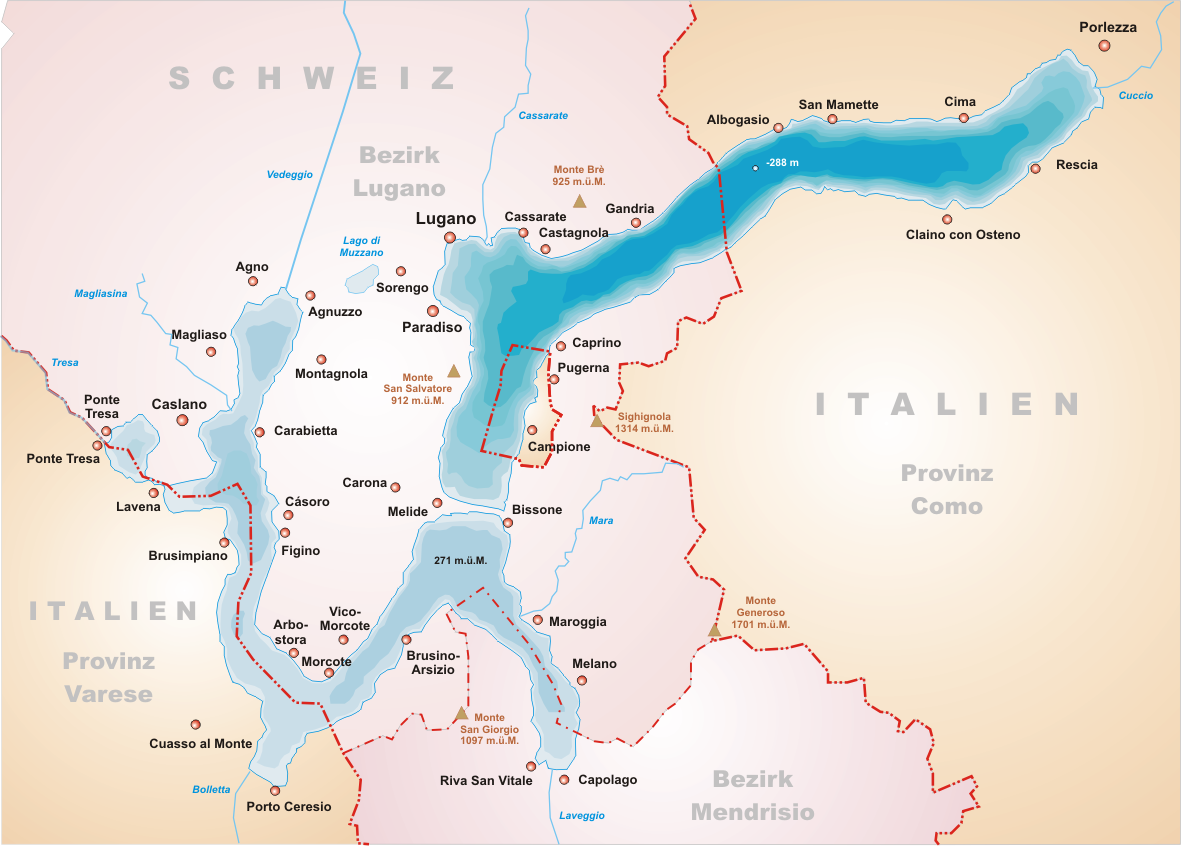
Pontos térképe

Campione d’Italia (röviden Campione, lombardul Campion d'Italia) olasz exklávé a svájci Ticino kantonban. Olaszországtól a Luganói-tó és a hegyek választják el.

## Történelme
Campione különleges státusza a 777. évre nyúlik vissza, amikor Toto von Campione longobárd uralkodó végrendeletében a területet a milánói Sant’Ambrogio-kolostornak adományozta. A terület 1020-ig maradt a kolostor birtokában. A 12. és 14. század között Campionét a kézműveseinek – szobrászok, festők, építészek – a híres Maestri Campionesi munkái révén tartják számon; alkotásaik szerte Észak-Olaszországban megtalálhatók.
1797-ben Bonaparte tábornok minden egyházi vagyont megszüntetett, és Campionét az újonnan létrehozott Ciszalpin Köztársasághoz csatolta, Ticinót pedig konföderációs kantonná nyilvánította. Ticino már 1800-ban és a Bécsi kongresszus(ok) (1814/1815) idején megpróbálta Campionét Svájchoz kötni; cserébe Svájc legtávolabbi közigazgatási területét kínálták fel. Mindkét próbálkozás sikertelen maradt.
1861-ben Lombardia, és vele együtt Campione az Olasz Királyság része lett. Ugyanebben az évben határrendezésre került sor az Olasz Királyság és a Svájci Konföderáció között. Campione területe magába foglalta a Capo San Martino szemben lévő partját a Lugano és Melide közötti Poststrasse résszel együtt. A határrendezés óta a határvonal keresztülszeli a tavat. Ez azért is fontos, mert így a pár évvel később megépült Gotthard-vasút egészen Chiassóig kizárólag svájci területre került. Ennek fejében Campione lakossága szabadon járhatott a svájci piacra.
A d’Italia névkiegészítést 1933-ban Mussolini idejében tették hozzá, ezzel is kihangsúlyozva a terület hovatartozását. Szintén ebben az időben épült a terület bejáratánál a boltív.

## Sajátosságai
- Fizetőeszközként a svájci frankot használják
- Campione lakosai – a helyi rendőrség (polizia municipale) is – svájci autórendszámmal rendelkeznek (TI: Ticino kanton)
- A település évente hat számjegyű összeget fizet a Svájci Államnak: ezzel fedezik az egyetlen, Bissonén keresztül vezető út fenntartását és a svájci kórházak, illetve iskolák használatát
- A telefonhálózat svájci, vagyis Olaszországból Campionéba történő vagy fordított hívás külföldinek számít
- Két irányítószámmal rendelkezik: egy svájcival (CH-6911) és egy olasszal (IT-22060)
- 1944–1952 között saját levélbélyeget adtak ki

## Játékkaszinó (Casino Municipale di Campione d’Italia)
1917-ben, vagyis az első világháború alatt nyílt meg az első játékkaszinó, azzal a hátsó szándékkal, hogy „semleges területen” katonai titkokat szereznek külföldi diplomatáktól. A kaszinó új épülete 2007. május 9-én nyílt meg (építész: Mario Botta). Jelenleg Európa legnagyobb „játékbarlangjai” között tartják számon (560 játékautomata és 56 játékasztal 3000 látogató részére). A kaszinó szabályai kevésbé szigorúak, mint Svájcban vagy Olaszországban, mindenesetre a település lakói számára nem engedélyezett a kaszinó látogatása.

## Adóparadicsom
Campione az Európai Unió része, de az EU vámkódexe szerint nem tartozik az EU vámterületéhez. Egy Olaszország és Svájc között kötött egyezmény értelmében Campione a vám szempontjából svájci területnek tekintendő.

## Fordítás
- Ez a szócikk részben vagy egészben  a   Campione d’Italia című német Wikipédia-szócikk ezen változatának fordításán alapul.  Az eredeti cikk szerkesztőit annak laptörténete sorolja fel. Ez a jelzés csupán a megfogalmazás eredetét és a szerzői jogokat jelzi, nem szolgál a cikkben szereplő információk forrásmegjelöléseként.